# Клеймор (Нови Южен Уелс)
Клеймор (на английски: Claymore) е предградие на Сидни в щата Нов Южен Уелс, Австралия. Той се намира на 54 километра югозападно от централния бизнес район на Сидни, в района на местното управление на град Кембълтаун, и е част от региона Макартър. По-голямата част от жилищата в това предградие на Австралия са собственост на Housing NSW. Улиците там са кръстени на австралийски художници.

## История
Районът, известен сега като Клеймор, първоначално е дом на народа Tharawal. Британските заселници започват да се преместват в този район в началото на IXI век, създавайки ферми и овощни градини. До 70-те години на XX век разширяването на Сидни е било достатъчно голямо, за да могат предприемачи да разгледат района около Кембълтаун. Жилищната комисия на Нов Южен Уелс предприема голямо обществено жилищно строителство в района на Клеймор. Първоначално предградието трябва да се нарича Badgally на името на местен чифлик, но съветът променя решението си поради опасения, че частта Bad – „лош“ – може да даде на района „лошо“ име. Те избират името Клеймор след друг местен имот, въпреки че това също е спорно, тъй като името имало много малко история в района. Първите жители на това населено място се нанасят през 1978 г.